# Sabattus
Sabattus – miasto w Stanach Zjednoczonych, w stanie Maine, w hrabstwie Androscoggin.